# 1906 v hudbě
Na této stránce naleznete seznam událostí souvisejících s hudbou, které proběhly roku 1906.

## Opery
- Ariane, (Jules Massenet), premiéra 31. října v pařížské opeře.[1]
- L'Ancêtre (Předek), (Camille Saint-Saëns), premiéra 24. února v Monte Carlo.[1]
- Černé jezero (Josef Richard Rozkošný), premiéra 6. ledna v Národním divadle, Praha[1]
- Don Procopio (Georges Bizet), posmrtná premiéra 10.3. v Theatre du Casino, Monte Carlo.[1]
- Francesca da Rimini, jednoaktová opera Sergeje Rachmaninova, premiéra 24. ledna v Moskvě.[1]
- The Free Lance, komická opera John Philip Sousa, premiéra 27. března ve Springfieldu, MA.[1]
- I quatro rusteghi (Čtyři hrubiáni) (Ermanno Wolf-Ferrari), premiéra 19. března v Hoftheater, Mnichov.[1]
- Mascarade (Maškaráda), (Carl Nielsen), premiéra 11. listopadu v Kodani.[1]
- Medea (Vincenzo Tommasini), premiéra 8. dubna v Teatro Verdi, Triesta.[1]

## Balet
- Cinderella (Popelka), (Fred Farren), premiéra 6. ledna v londýnském divadle Empire Theater.[1]

## Narození
- 05. ledna – Wild Bill Davison, americký jazzový kornetista († 14. listopadu 1989)
- 21. ledna – Gunnar Johansen, dánský skladatel a klavírista († 21. května 1991)
- 21. ledna – Igor Mojsejev, sovětský tanečník a choreograf († 2. listopad 2007)
- 08. února – Artur Balsam, americký klavírista polského původu († 1. září 1994)
- 19. února – Grace Williams, velšská hudební skladatelka († 10. února 1977)
- 28. února – Jaroslav Francl, český hudební skladatel a pedagog († 19. června 1990)
- 03. března – Barney Bigard, americký jazzový klarinetista († 27. června 1980)
- 13. března – Frank Teschemacher, americký jazzový klarinetista († 1. března 1932)
- 27. března – Pee Wee Russell, americký jazzový klarinetista († 15. února 1969)
- 09. dubna – Antal Dorati, maďarský dirigent († 13. listopadu 1988)
- 18. dubna – Little Brother Montgomery, americký zpěvák a klavírista († 6. září 1985)
- 04. září – Stanislav Mach, český hudební skladatel a pedagog († 24. prosince 1975)
- 25. září
  - Jaroslav Ježek, český hudební skladatel a klavírista († 1. ledna 1942)
  - Dmitrij Šostakovič, ruský hudební skladatel a klavírista († 9. srpna 1975)
- 30. září – Václav Smetáček, český hobojista († 18. února 1986)
- 29. listopadu – Gustav Vránek, český houslista a hudební skladatel († 15. července 1981)

## Úmrtí
- 1. ledna – Josef Miroslav Weber, český hudební skladatel a houslista (* 9. listopadu 1854)
- 2. února – Josef Paukner, český hudební skladatel (* 25. února 1847)
- 24. února – Jan Ludvík Lukes, český operní pěvec a hudební pedagog (* 22. listopadu 1824)
- 19. března – Martin Nováček, český dirigent, hudební skladatel a pedagog (* 10. listopadu 1834)